# Stor konval
Stor konval (Polygonatum multiflorum) (eller Salomons segl) er en 30-70 cm høj urt, der vokser i løvskove og krat. Hele planten indeholder saponiner. De unge skud spises flere steder i dens udbredelsesområde, mens bærrene er giftige. Planten kan forveksles med den meget giftige Liljekonval.

## Beskrivelse
Stor konval er en flerårig urt med en overhængende vækst. Stænglerne er runde i tværsnit og hårløse. Bladene sidder spredt og toradet op langs stænglen, og de er ægformede til ovale og helrandede med buede nerver. Over- og underside er ensartet lysegrønne.
Blomstringen sker i maj-juni, hvor man finder blomsterne hænge samlet 2-5 sammen i stande fra bladhjørnerne. Blomsterne er smalt klokkeformede og 3-tallige med seks grønligt hvide blosterblade. Frugterne er blåsorte bær.
Rodnettet består af en kraftig, krybende jordstængel, som bærer grove, trævlede rødder.
Højde x bredde og årlig tilvækst: 0,50 x 0,25 m (50 x 25 cm/år).

## Voksested
Stor konval er udbredt i Lilleasien, Kaukasus, Himalaya og det meste af Europa. I Danmark findes den temmelig almindeligt, især i de østlige landsdele, hvor der er porøs, kalkrig og fugtig lerjord. Arten er knyttet til artsrige, blandede løvskovssamfund.
I Gråsten skovdistrikts afdeling 4251b har man en fugtpræget askeskov, og her vokser arten sammen med bl.a. akselblomstret star, aksrapunsel, firblad, hjortetrøst, løgkarse, angelik, dagpragtstjerne, dunet steffensurt, engkabbeleje, hvid anemone, hyldebladet baldrian, kæmpestar, lægeærenpris, rørgræs, skovgaltetand, skovmærke og tandrod
| Portal | Portal:Botanik |

## Note
1. ↑  Hedrick. U. P. Sturtevant's Edible Plants of the World. Dover Publications 1972 ISBN 0-486-20459-6
2. ↑  Frohne. D. og Pfänder. J. A Colour Atlas of Poisonous Plants. Wolfe 1984 ISBN 0723408394
3. ↑  natura2000.sns.dk: Skov- og Naturstyrelsen: Nørreskoven Skovpart